# Carbonea vitellinaria
Carbonea vitellinaria is een korstmosparasiet die behoort tot de orde Lecanorales. Hij groeit op grove geelkorst (Candelariella vitellina).

## Kenmerken
Hij is te herkennen aan zwarte apothecia met een zwarte rand in het thallus van de gastheer. De ascus is knotsvormig (clavaat) en heeft acht sporen. De ascosporen zijn hyaliene, enkelvoudig gesepteerd, ellipsoïde of omgekeerd eivormig, met stompe uiteinden. De sporenmaat is 6-12(-13) × 4-7 µm.

## Verspreiding
Carbonea vitellinaria heeft een wereldwijde distributie. In IJsland is het gemeld groeiende op grove geelkorst in de buurt van Egilsstaðir en op Antarctica is het gevonden in de buurt van King George Island. Het komt in Nederland zeer zeldzaam voor.